# سرتنگ (بخش مرکزی اندیکا)
سرتنگ یک روستا در ایران است که در بخش مرکزی شهرستان اندیکا در استان خوزستان واقع شده‌است. سرتنگ ۷۰ نفر جمعیت دارد.

## جمعیت
این روستا در دهستان قلعه خواجه قرار دارد و براساس سرشماری مرکز آمار ایران در سال ۱۳۸۵، جمعیت آن ۷۰ نفر (۹ خانوار) بوده‌است.